# 马伊香槟
马伊香槟（法語：Mailly-Champagne，法語發音：[maji ʃɑ̃paɲ]）是法国马恩省的一个市镇，属于兰斯区。

## 地理
马伊香槟（49°9'21"N, 4°6'44"E）面积10.06 平方千米，位于法国大東部大區马恩省，该省份为法国东北部内陆省份，北起阿登省，西北接埃纳省，西南接塞纳-马恩省，南至奥布省，东南接上马恩省，东临默兹省。
与马伊香槟接壤的市镇（或旧市镇、城区）包括：皮雪、吕德、锡勒里、韦尔泽奈、瓦勒德利夫尔。

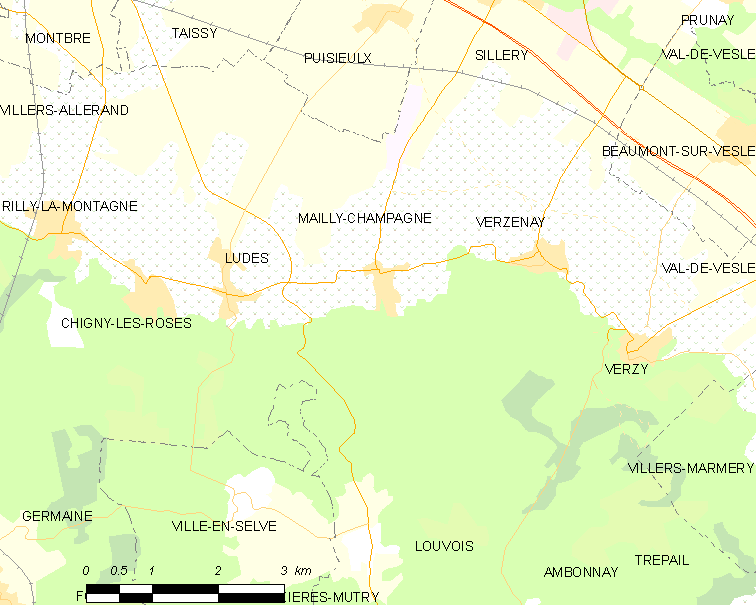
马伊香槟的OSM定位图

马伊香槟的时区为UTC+01:00、UTC+02:00（夏令时）。

## 行政
马伊香槟的邮政编码为51500，INSEE市镇编码为51338。

## 政治
马伊香槟所属的省级选区为穆尔默隆-韦勒-香槟山县。

## 人口

1962-2008年间马伊香槟人口变化图示

马伊香槟于2022年1月1日时的人口数量为622人。